# Мярьямаа (волость, 2017)
Мя́рьямаа (эст. Märjamaa vald) — волость в Эстонии в составе уезда Рапламаа. Образована в 2017 году. Административный центр — посёлок Мярьямаа.

## География
Расположена в западной части Эстонии. По площади — 1162,72 км² — занимает одно из первых мест среди всех муниципалитетов страны. Плотность населения на 1 января 2024 года составила 6,4 чел/км².
Граничит с волостями Сауэ, Ляэне-Нигула, Ляэнеранна, Пыхья-Пярнумаа, Кехтна и Рапла.
Леса занимают 55,5 % территории волости, возделываемая земля — 27,4 %, природные луга — 5,7%. Природных парков — 5: Иганымме, Яласе, Мярьямаа Яртад, Паяка и Пилкузе. Заповедников — 4: Авасте, Варди, Линнураба и Тырасоо. Природоохранных территорий — 17; находящихся под защитой государства мызных парков — 11.
Основные полезные ископаемые: щебень, известняк, плитняк, песок и торф. Крупнейшие торфяные болота: Тынумаа (6,4 км2) и Пилкузе (4,5 км2), оба также имеют туристическую ценность.

## История
Волость Мярьямаа образована в октябре 2017 года в результате административно-территориальной реформы путём слияния волостей Мярьямаа и Вигала.
Административный центр волости — городской посёлок Мярьямаа.
Историческое русское название волости Мярьямаа во времена Российской империи — Мерьямская волость, также Мерьямаская волость, волость Мерьяма (нем. Merjama, Gemeinde).

## Символика
Герб: на геральдическом щите зелёного цвета серебряный мост с четырьмя арками, крайние из них изображены наполовину, над мостом золотое каретное колесо с восемью спицами.

Флаг: на зелёном квадратном полотнище белый мост, над ним золотое каретное колесо. Нормальные размеры флага 105x105 см.

На гербе и флаге изображён возведённый в 1861 году шестиарочный каменный мост Конувере (длина 110 метров), старейший из самых крупных мостов Эстонии. Серебряный (белый) цвет символизирует использованный для строительства моста один из важнейших природных богатств волости — известняк. Каретное колесо над мостом — напоминание о молодых годах сооружения и символ вечного движения. У колеса 8 спиц, и в слове «Мярьямаа» 8 букв. Три арочных столба моста образуют начальную букву названия волости — М. Цвета герба по шкале Pantone: зелёный PMS 354 и золотой PMS Yellow.

Автор проекта символики — староста деревни Велизе Велло Ваарма (Vello Vaarma).

## Населённые пункты
В составе волости один городской посёлок и 112 деревень.

Городской посёлок: Мярьямаа.

Деревни:  Авасте, Алакюла, Алткюла, Аравере, Арасте, Арукюла, Вагуя, Ваймыйза, Валгу, Валгу-Ванамыйза, Вана-Вигала, Вана-Нурту, Варбола, Велизе, Велиземыйза, Велизе-Нылва, Вески, Вигала-Ванамыйза, Вилта, Выэва, Вянгла, Инда, Йыэяэре, Ядивере, Кагувере, Кангру, Касти, Кауси, Кесккюла, Кесу, Киви-Вигала, Кийласпере, Килги, Кирна, Колута, Коннапере, Конувере, Кохату, Кохтру, Коясту, Кунсу, Куревере, Кыртсуотса, Кырветагузе, Кябикюла, Кяриселья, Лаукна, Лейбре, Леэвре, Лестима, Локута, Лоодна, Луйсте, Люманду, Ляти,  Майдла, Манни, Метсаяэре, Метскюла, Мока, Мыйзамаа, Мырасте, Мялисте, Мяннику, Найстевалла, Напанурга, Нурме, Наравере, Нурту-Нылва, Ныммеотса, Няэри, Оргита, Оесе, Охукотсу, Ояпере, Ояяэрсе, Паадуотса, Пайсумаа, Паяка, Паэкюла, Палазе,  Паллика, Пальясмаа, Пурга, Пылли, Пюхату, Пяэдева, Пяэрду, Рангу, Рассиотса, Рийдаку, Рингута, Рису-Сууркюла, Руссалу, Ряэски, Сипа, Соонисте, Соосалу, Сулу, Сууркюла, Сымеру, Сытке, Сяэла, Теэнузе, Тидувере, Толли, Тынумаа, Уревере, Хаймре, Хийетсе, Юлейыэ, Яанивески.

## Демография по данным Регистра народонаселения
По данным Регистра народонаселения, который ведёт Министерство внутренних дел Эстонии, по состоянию на 1 июля 2020 года в волости проживали 7465 человек, из них 3776 мужчин и 3689 женщин. Почти 40 %  жителей волости сосредоточены в её административном центре и граничащих с ним деревнях. Часть постоянных жителей, зарегистрировавших своё местожительства в других муниципалитетах, в действительности продолжают проживать в волости Мярьямаа.
За период 2013–2018 годов падение численности населения волости составило 7,4 %, и эта тенденция сохраняется.

## Данные Департамента статистики
Данные Департамента статистики Эстонии о волости Мярьямаа:

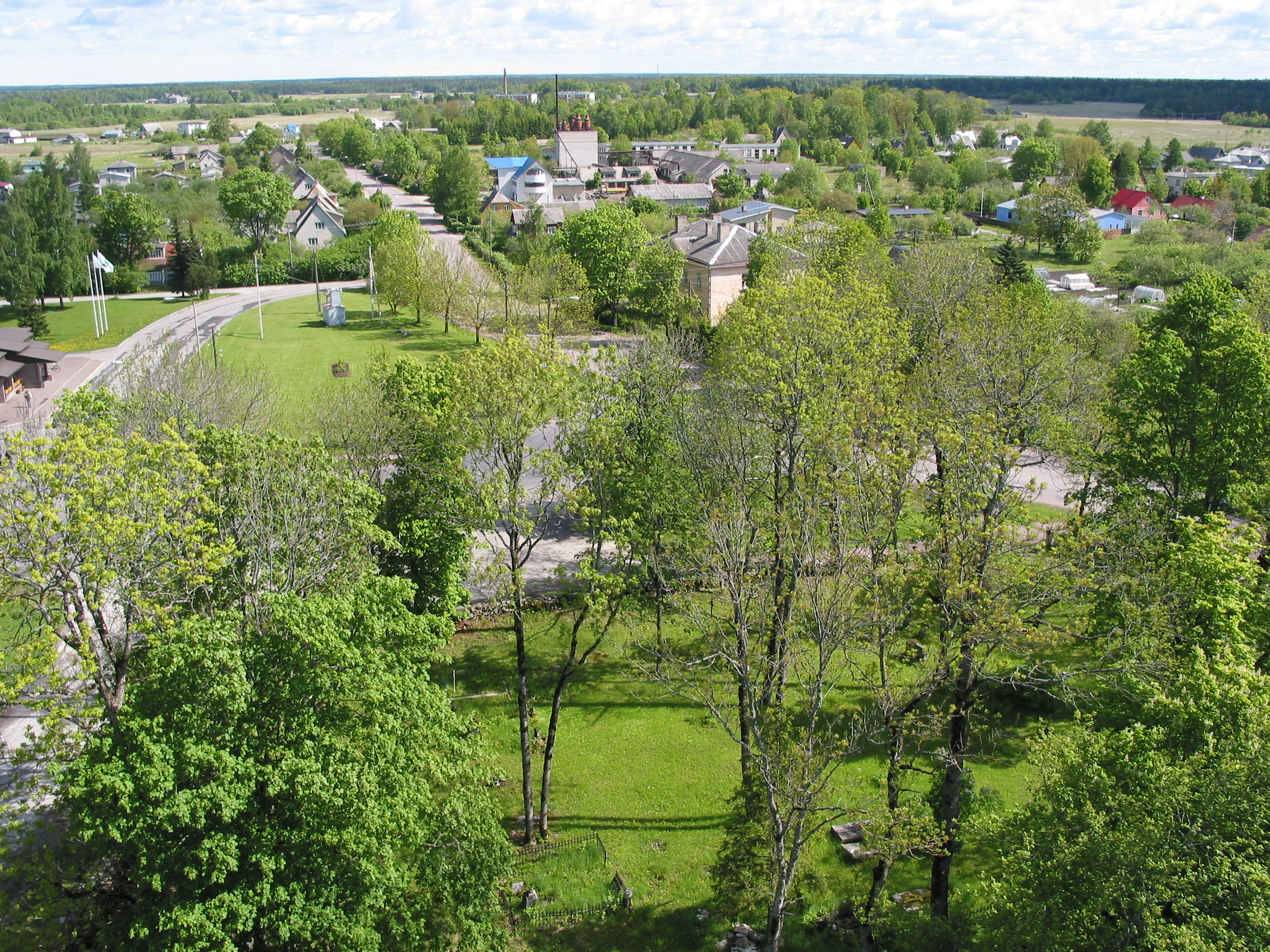
Посёлок Мярьямаа

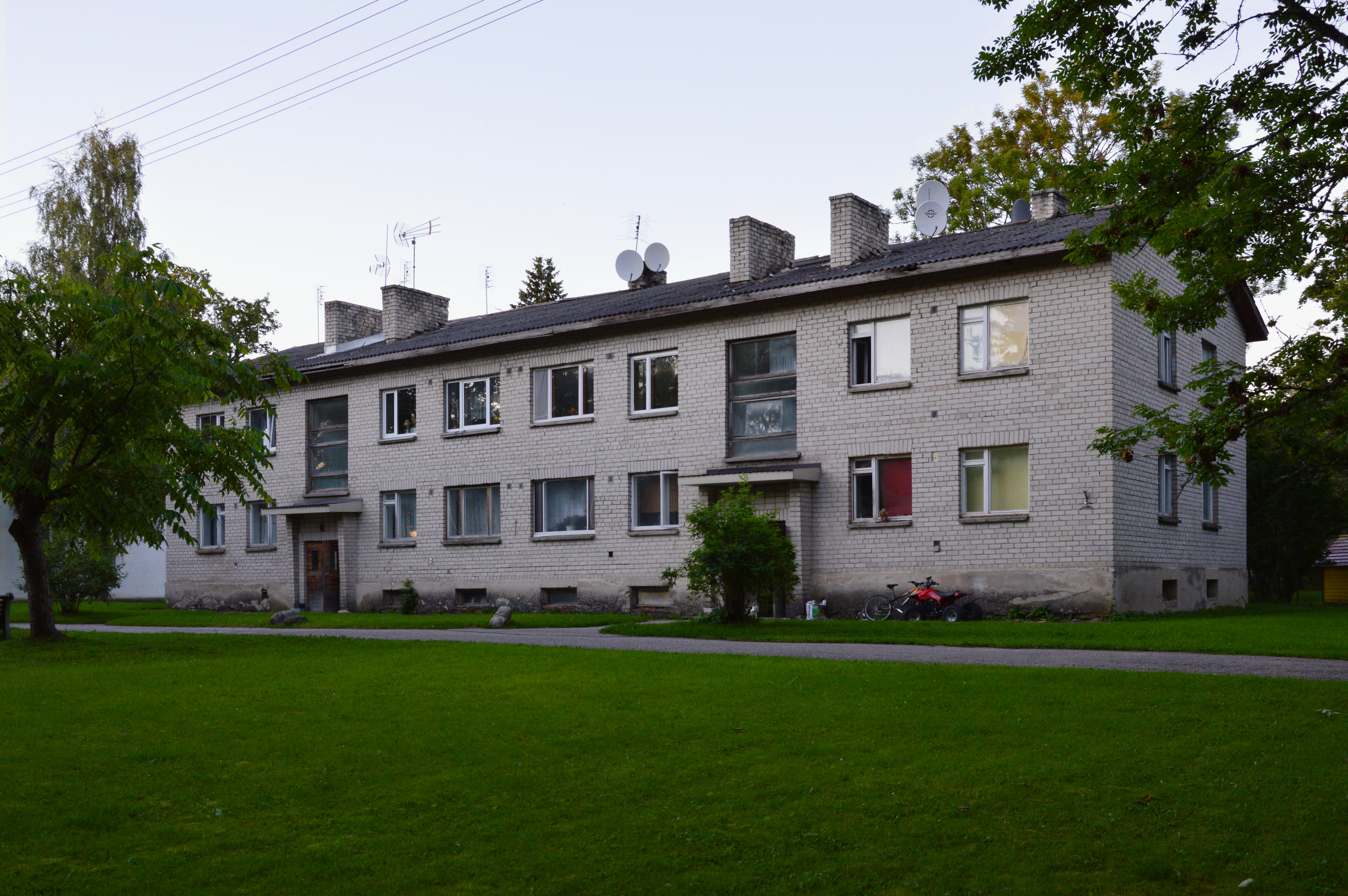
Многоквартирный дом в деревне Вана-Вигала

Число жителей на 1 января каждого года:
| Год  | 2016 | 2017   | 2018   | 2019   | 2020   | 2021   | 2022   | 2023   | 2024   |
| ---- | ---- | ------ | ------ | ------ | ------ | ------ | ------ | ------ | ------ |
| Чел. | 7806 | ↘ 7707 | ↘ 7613 | ↘ 7535 | ↘ 7427 | ↘ 7374 | ↘ 7368 | ↗ 7405 | ↘ 7389 |

Число рождений (живорождённых):
| Год  | 2015 | 2016 | 2017 | 2018 | 2019 | 2020 | 2021 | 2022 | 2023 |
| ---- | ---- | ---- | ---- | ---- | ---- | ---- | ---- | ---- | ---- |
| Чел. | 66   | ↘ 63 | ↘ 61 | ↗ 64 | ↘ 59 | ↗ 68 | → 68 | ↘ 64 | ↘ 60 |

Число умерших:
| Год  | 2015 | 2016  | 2017  | 2018  | 2019  | 2020 | 2021  | 2022  | 2023  |
| ---- | ---- | ----- | ----- | ----- | ----- | ---- | ----- | ----- | ----- |
| чел. | 108  | ↗ 109 | ↘ 107 | ↘ 103 | ↗ 110 | ↘ 98 | ↗ 134 | ↘ 121 | ↘ 114 |

Зарегистрированные безработные:
| Год  | 2016 | 2017 | 2018 | 2019 | 2020 | 2021 | 2022 | 2023 |
| ---- | ---- | ---- | ---- | ---- | ---- | ---- | ---- | ---- |
| Чел. | 179  | 170  | 174  | 174  | 188  | 286  | 238  | 340  |

*2015—2019 годы — среднегодовое число, с 2020 года — на 1 января.

Средняя брутто-зарплата работника:
| Год  | 2016 | 2017   | 2018   | 2019   | 2020   | 2021   | 2022   |
| ---- | ---- | ------ | ------ | ------ | ------ | ------ | ------ |
| Евро | 964  | ↗ 1025 | ↗ 1095 | ↗ 1163 | ↗ 1220 | ↗ 1274 | ↗ 1379 |

В 2019 году волость Мярьямаа занимала 50 место по величине средней брутто-зарплаты среди 79 муниципалитетов Эстонии.
Число учеников в школах:
| Год  | 2015 | 2016  | 2017  | 2018  | 2019  | 2020  | 2021  | 2022  | 2023  | 2024  |
| ---- | ---- | ----- | ----- | ----- | ----- | ----- | ----- | ----- | ----- | ----- |
| Чел. | 731  | ↘ 713 | ↗ 730 | ↘ 718 | ↗ 743 | ↗ 753 | ↗ 766 | ↗ 807 | ↘ 764 | ↘ 735 |

## Инфраструктура

### Образование
В волости работают 7 муниципальных детских садов (по состоянию на март 2019 года их посещали 319 детей) и 6 школ (5 общеобразовательных и одна школа по интересам — музыкально-художественная школа Мярьямаа). В деревне Мыйзамаа работает класс частной школы Гайа, в деревне Вана-Вигала — Вана-Вигалаская школа техники и обслуживания (профессиональное учебное заведение).
В волости работает одна библиотека, имеющая филиалы в восьми населённых пунктах.

### Медицина и социальное обеспечение
Медицинскую помощь первого уровня в волости оказывают 4 семейных врача и 7 семейных медсестёр. Работают 2 аптеки в посёлке Мярьямаа и аптека в деревне Вана-Вигала. Зубоврачебные услуги оказываются в посёлке Мярьямаа, там же расположен опорный пункт скорой медицинской помощи Северо-Эстонской региональной больницы.
В больнице Мярьямаа в основном оказываются услуги по уходу. Работают врач-консультант и физиотерапевт, осуществляются рентгенологические обследования. Стационарное лечение и услуги врачей-специалистов предлагает Северо-Эстонская региональная больница.
В волости есть 2 дома по уходу: в деревнях Кууда и Вигала. Стоимость проживания и ухода в доме Кууда в 2019 году начиналась от 680 евро в месяц.

### Культура, досуг и спорт
В волости работают 6 народных домов, 5 сельских центров, один молодёжный центр и Хуторской музей Силлаотса, основанный в 1982 году.
Муниципальные спортивные центры: Спортивный центр волости Мярьямаа и Центр здоровья и спорта Ярта. В посёлке Мярьямаа есть плавательный бассейн, работают спортивный клуб Мярьямаа и борцовский клуб «Juhan».
По территории волости проходит несколько походных троп и троп здоровья:
- походная тропа Центра управления государственными лесами Пенийыэ—Аэгвийду—Каукси—Варбола (84 км, обозначена цветами белый-жёлтый-белый). Мест для разведения костров в волости 3: Хирвепарги, Сусла и Кырветагузе. Имеется одна площадка для палаточного городка, находится в деревне Варбола.
- тропы здоровья Мярьямаа Ярта, находятся в деревне Ныммеотса, имеют разную протяжённость (1, 1,2, 2 и 3 км) и подходят зимой для катания на лыжах, в другие времена года — для бега и езды на велосипедах.
- учебная природная тропа Вана-Вигала, протяжённость 1,5 км, находится в старом мызном парке.
- природная и культурная тропа Велизе, имеет два круга протяжённостью 40 км и 30 км с началом в деревне Велизе[28].

### Транспорт
Протяжённость дорог, находящихся в ведении волости, составляет около 600 км, из них асфальтированные дороги — около 56 км и щебенчатые дороги — около 544 км. Через волость проходит основное шоссе № 4 Таллин—Пярну—Икла. Имеется большое число автобусных маршрутов, соединяющих волостной центр со всеми крупными городами страны, и маршрутов уездного значения.

### Жилая среда
По состоянию на 2018 год сети центрального водоснабжения и канализации были проведены во всех крупных населённых пунктах волости: посёлок Мярьямаа, деревни Оргита, Касти, Валгу, Варбола, Сипа, Лаукна, Теэнусе, Вана-Вигала и Киви-Вигала. По состоянию на 2020 год системы центрального отопления имелись в посёлке Мярьямаа и деревне Оргита.
В волости действует государственная спасательная команда с расположением в посёлке Мярьямаа и 4 добровольческих спасательных команды: в Валгу, Варбола, Лайкна и Вана-Вигала.
Издаётся местная еженедельная газета «Märjamaa Nädalaleht» .
По данным Департамента полиции за 2015 год, волость Мярьямаа относилась к регионам с уровнем преступности ниже среднего по Эстонии.

## Экономика
Большое число жителей волости работает в Таллине и его окрестностях. В волости ощущается нехватка квалифицированной рабочей силы, и предприниматели вынуждены привлекать работников со стороны. Основными видами производственной деятельности в волости являются сельское хозяйство, деревообработка и металлообработка.
Крупнейшие работодатели волости по состоянию на 30 июня 2020 года:

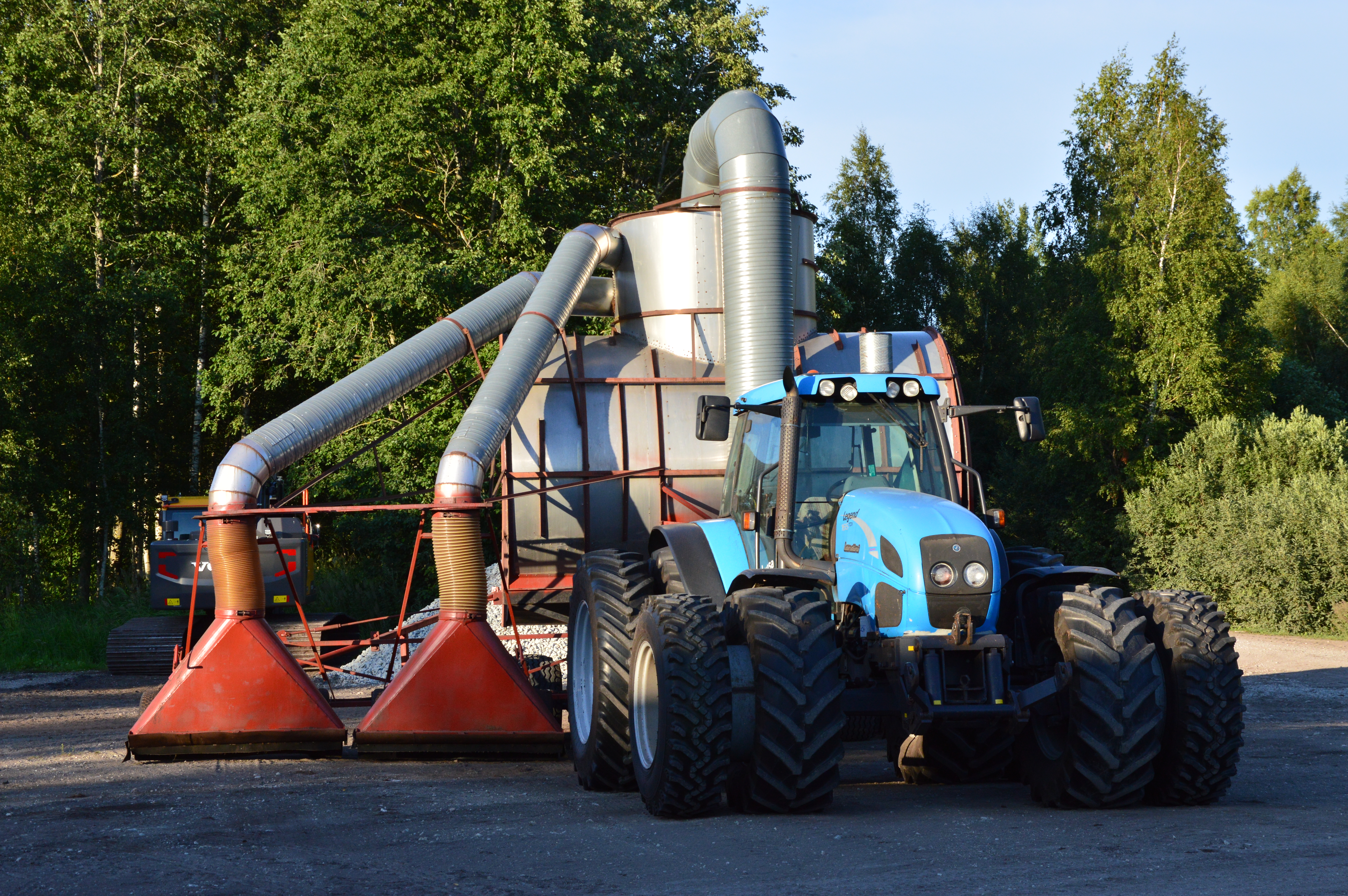
Техника для добычи торфа на болоте Тынумаа

| Предприятие/организация   | Вид деятельности | Численность работников |
| ------------------------- | --- | ---------------------- |
| 'Märjamaa Vallavalitsus   | Волостная управа; орган государственного управления                                                                            | 119                    |
| Timberston OÜ             | Лесозаготовки; производство древесной щепы                                                                                     | 85                     |
| Märjamaa Gümnaasium       | Гимназия | 81                     |
| Oniar OÜ                  | Производство сельскохозяйственной и лесохозяйственной техники                                                                  | 66                     |
| Balteco Mööbel OÜ         | Производство комплектующих мебели; производство санитарных изделий из пластика                                                 | 54                     |
| Märjamaa Haigla AS        | Больница | 49                     |
| Joutsen OÜ                | Производство верхней одежды | 48                     |
| Märjamaa Tarbijate Ühistu | Розничная торговля в неспециализированных магазинах преимущественно продуктами питания, включая напитки, и табачными изделиями | 35                     |
| ERA Valduse AS            | Добыча торфа | 32                     |

## Достопримечательности
Памятники культуры:

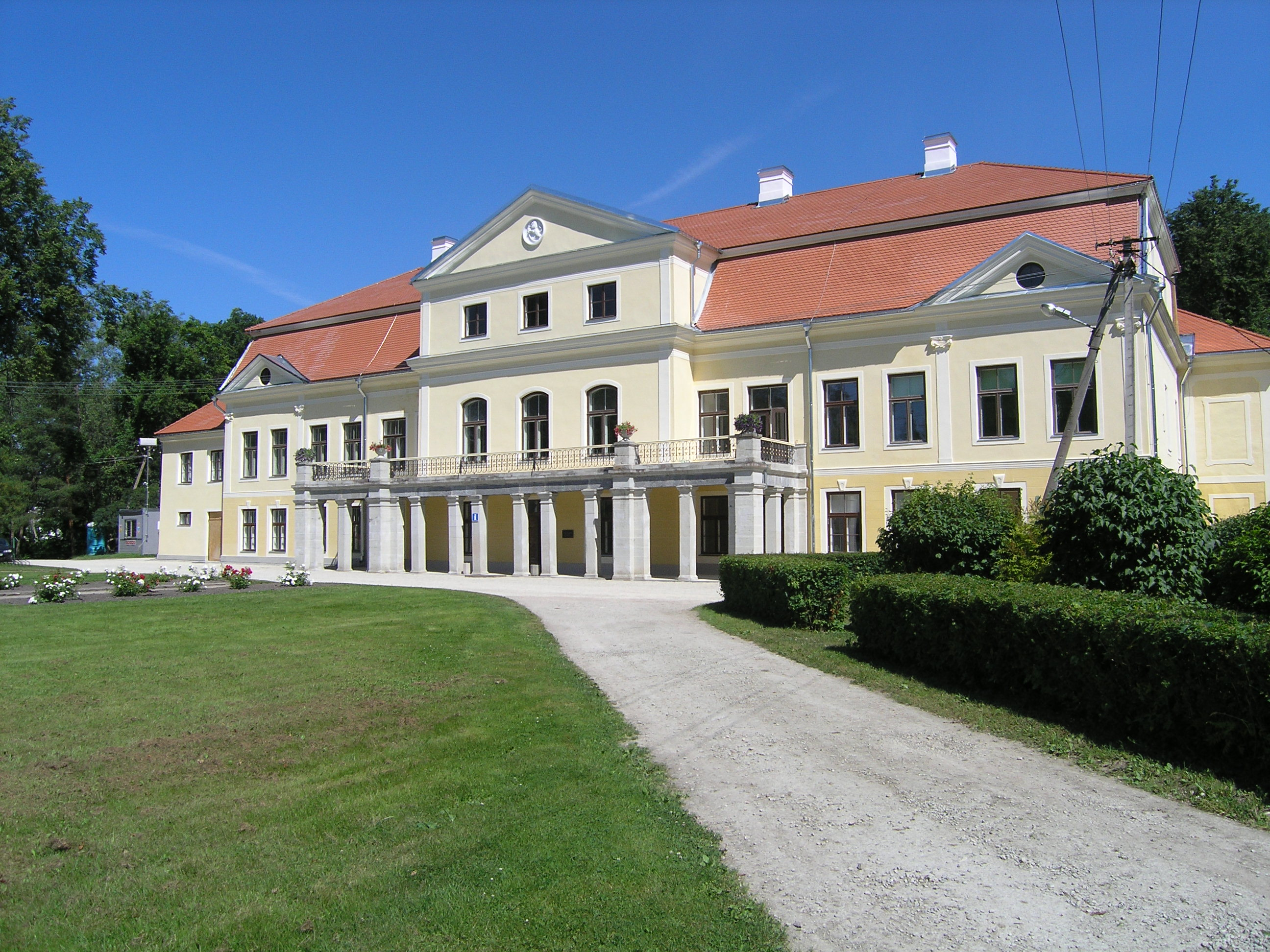
Основная школа Вана-Вигала, бывшее главное здание мызы Альт-Фикель

- лютеранская церковь Мярьямаа[эст.], самая укреплённая церковь средневековья в Западной Эстонии, построена в первой трети 14-го столетия, отреставрирована в 1958–1960 годах;
- православная церковь во имя Рождества Иоанна Крестителя в деревне Велизе, построена в 1888–1889 годах, архитектор Эрвин Бернгард; здание в стиле историзма с кирпичным декором[35].
- мыза Альт-Фиккель (Вана-Вигала).

Другие достопримечательности:
- мыза Валк (нем. Walck, Валгу, эст. Valgu mõis), первые письменные сведения относятся к 1280-м годам, когда она принадлежала семейству Фаренсбахов. Во время крестьянских бунтов 1905 года главное здание мызы было сожжено и позже восстановлено с плоской крышей и без портика; в настоящее время в нём располагается Основная школа Валгу[36].
- парк мызы Геймар (нем. Heimar, Хаймре, эст. Haimre mõis)[37]. Мыза Геймар впервые упомянута в 1420 году, когда она была епископской, в дальнейшем она принадлежала различным дворянским семействам. Главное здание мызы сгорело во время крестьянских бунтов 1905 года и позже не восстанавливалось[38].

## Города-побратимы и волости-побратимы
- Город Цесвайне, Латвия
- Гмина Лонцко, Польша
- Волость Вара, Швеция
- Город Раахе, Финляндия

## Галерея

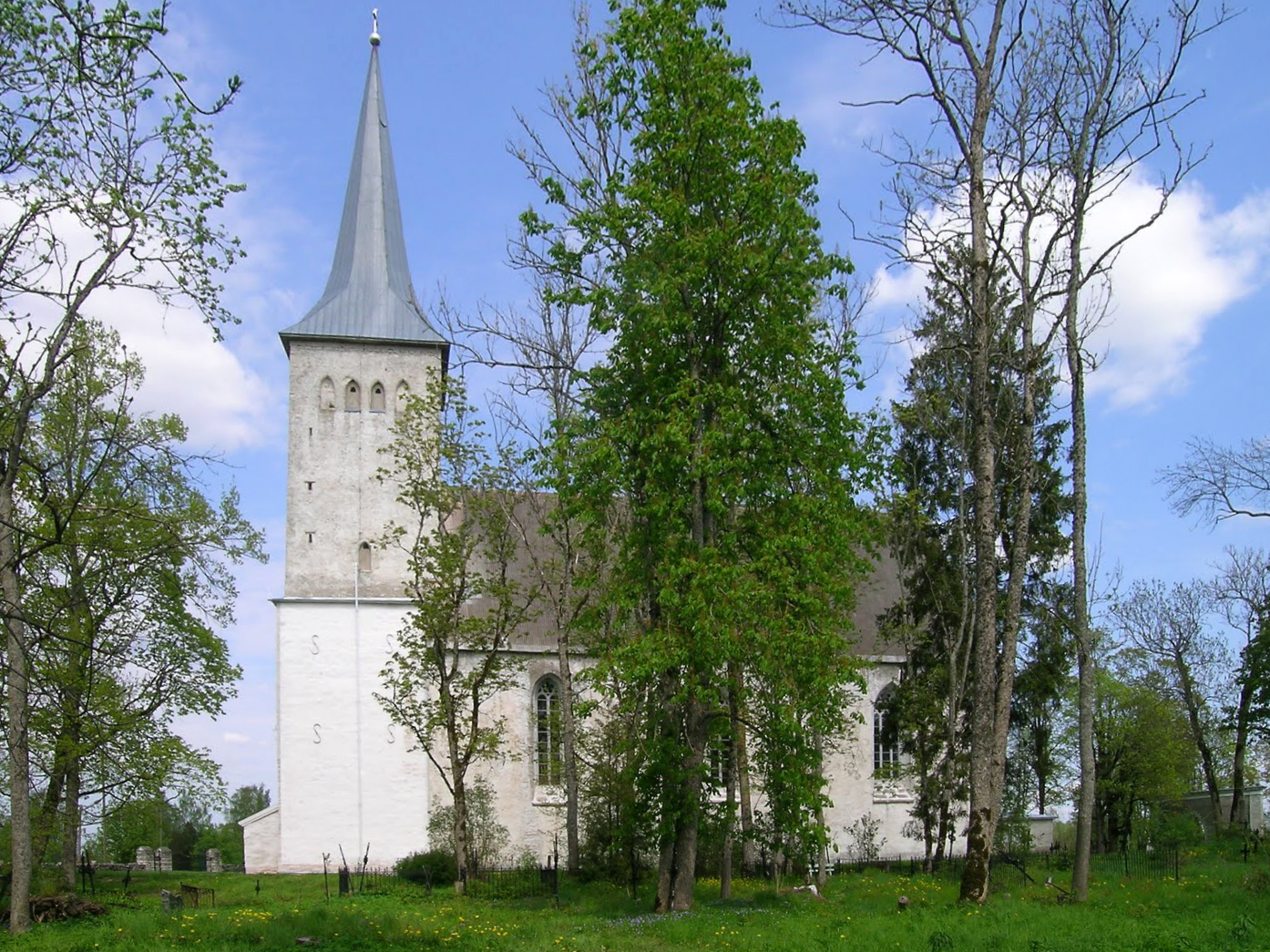
Церковь Мярьямаа
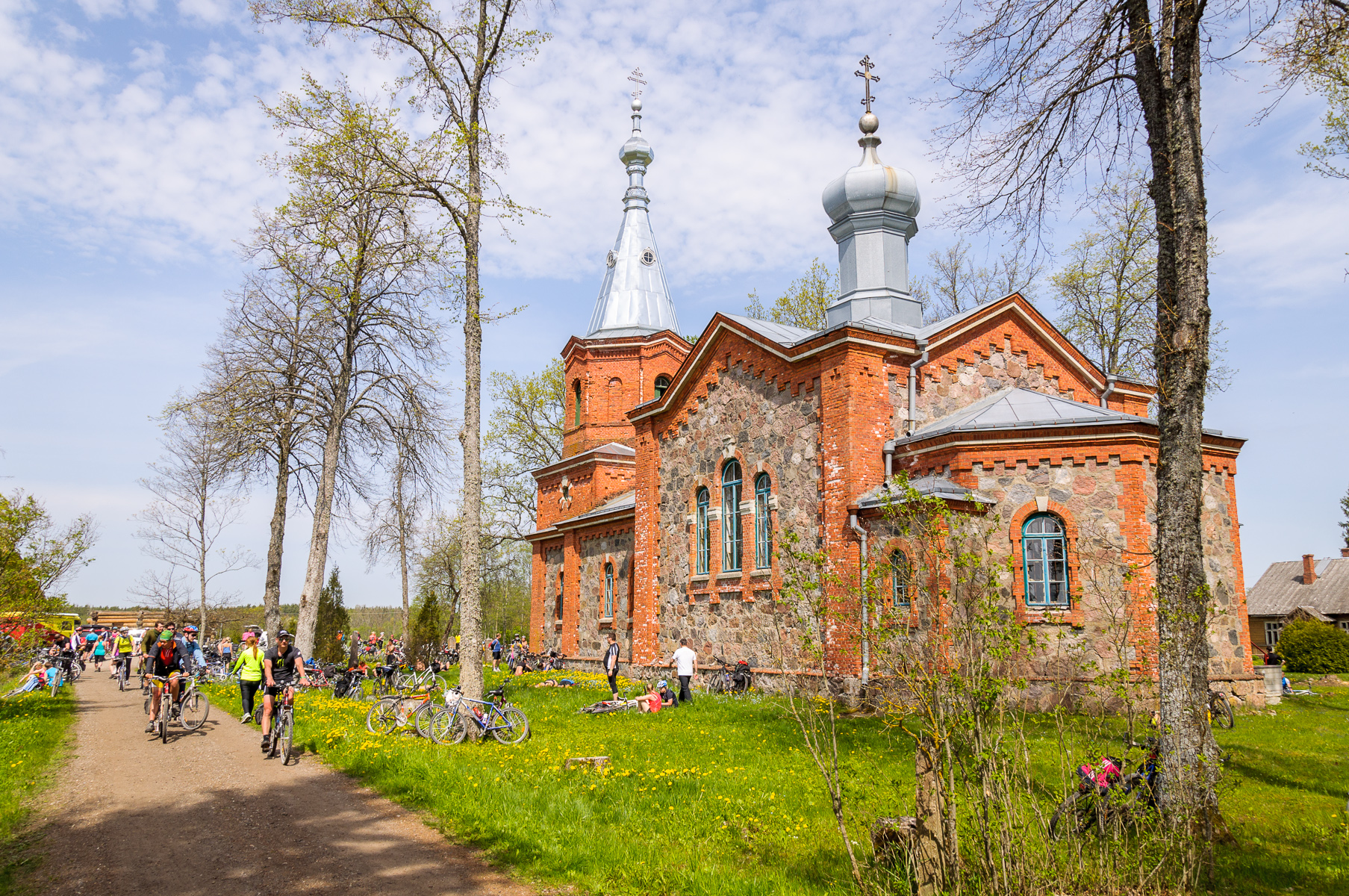
Православная церковь Велизе
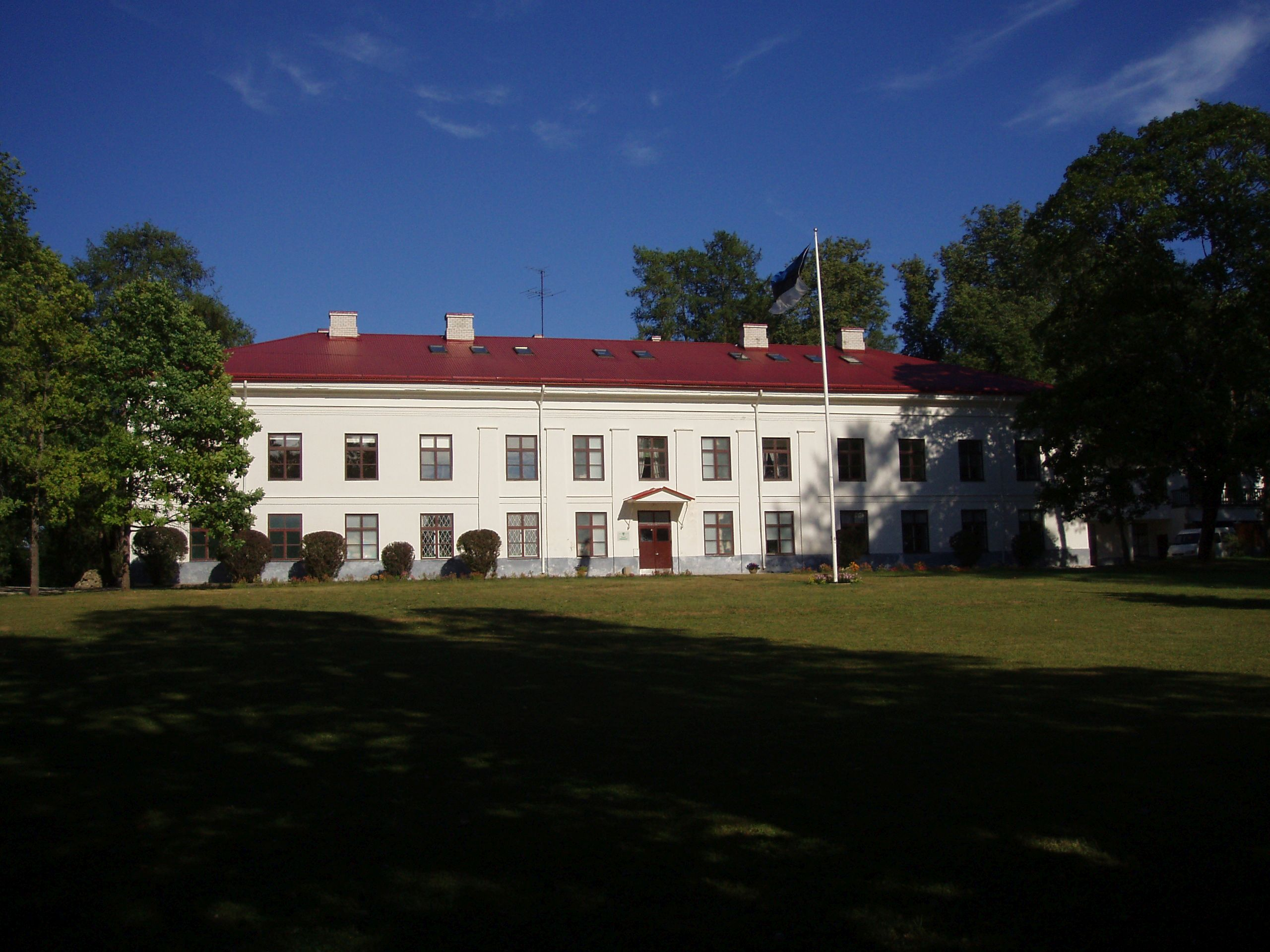
Мыза Валк (Валгу)
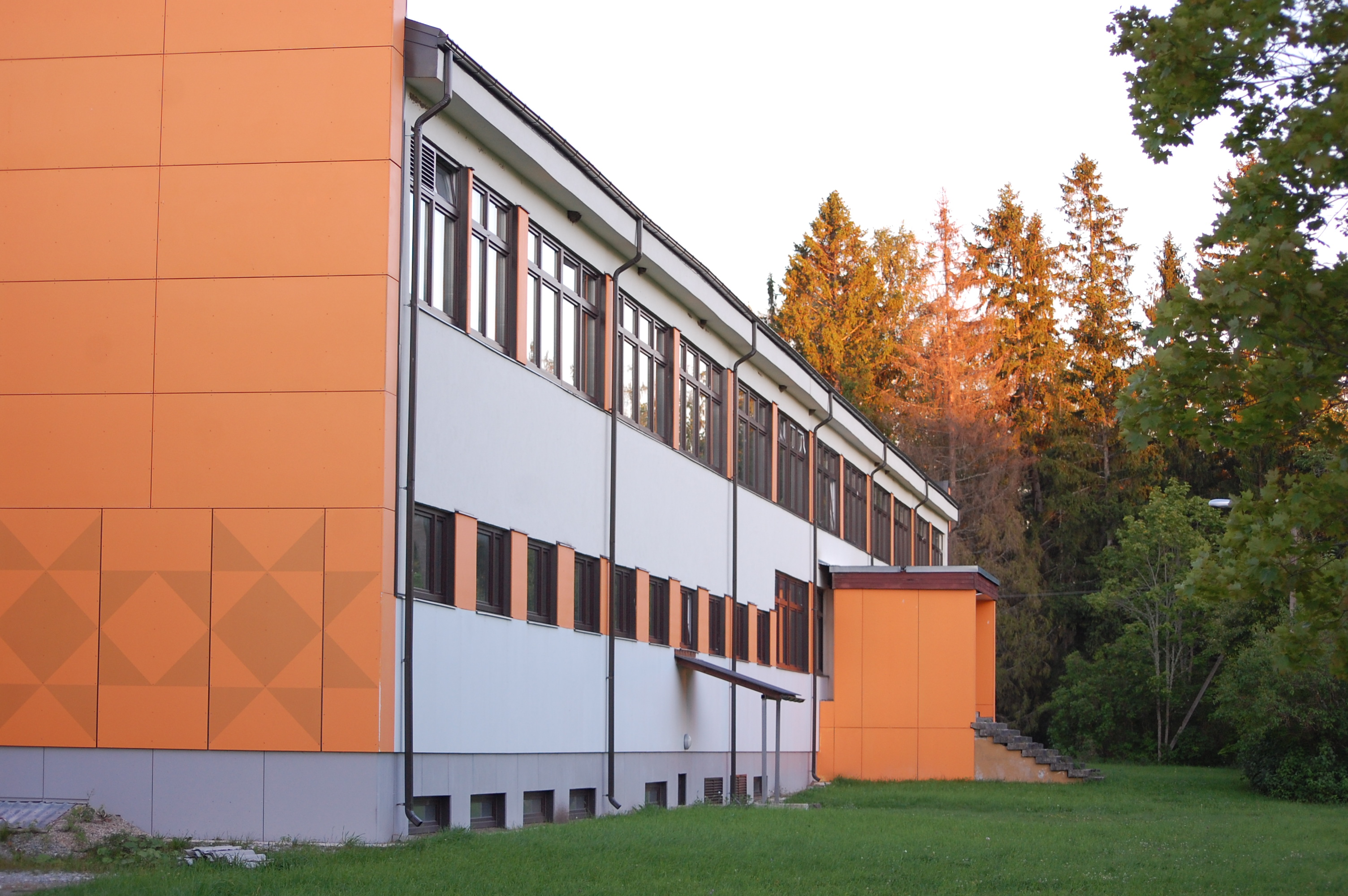
Вигалаская школа техники и обслуживания
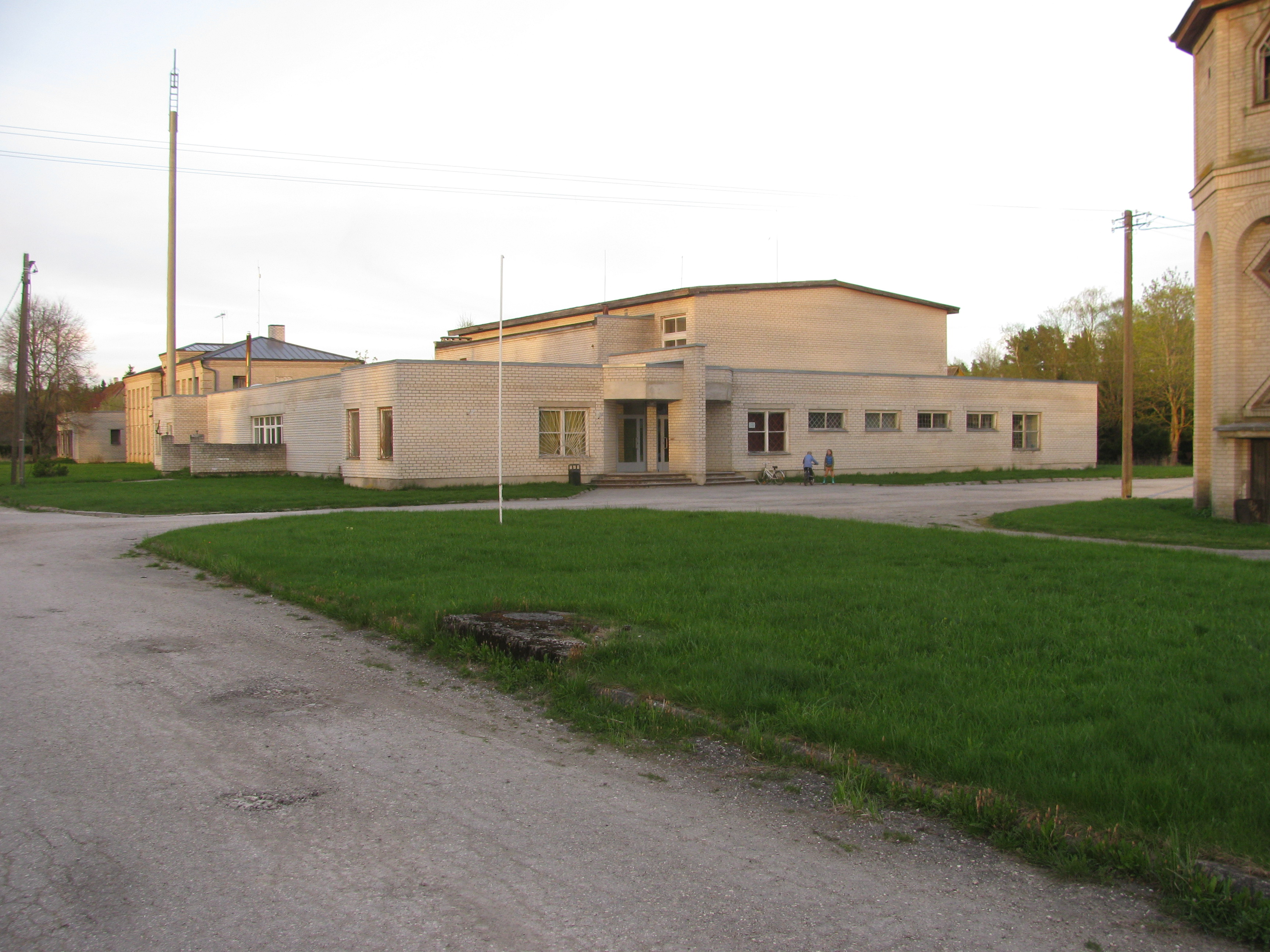
Народный дом в деревне Вана-Вигала
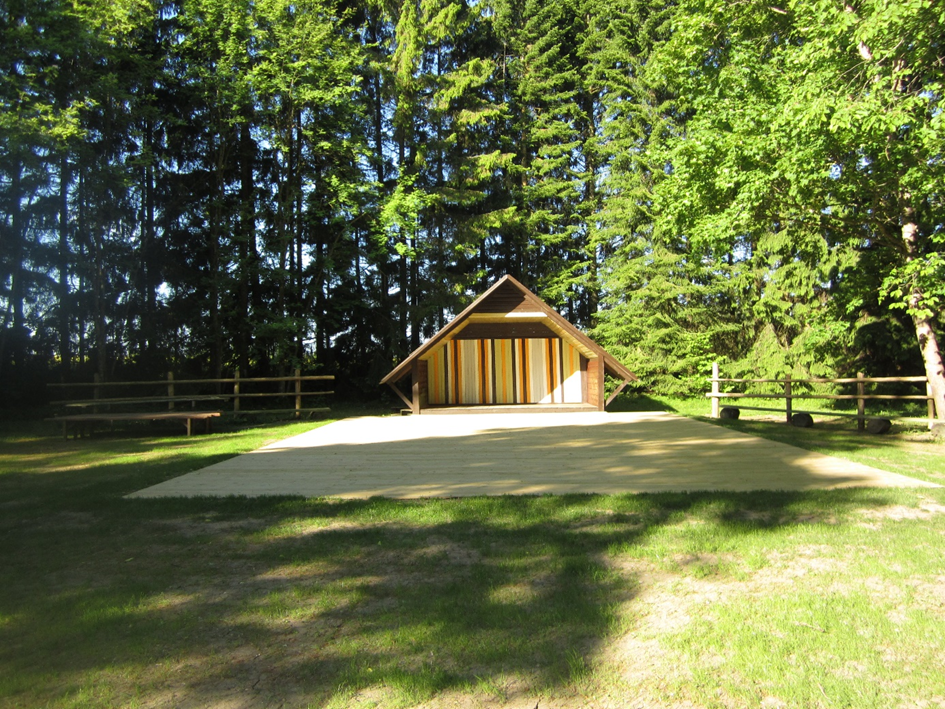
Певческая эстрада и танцпол в деревне Хаймре
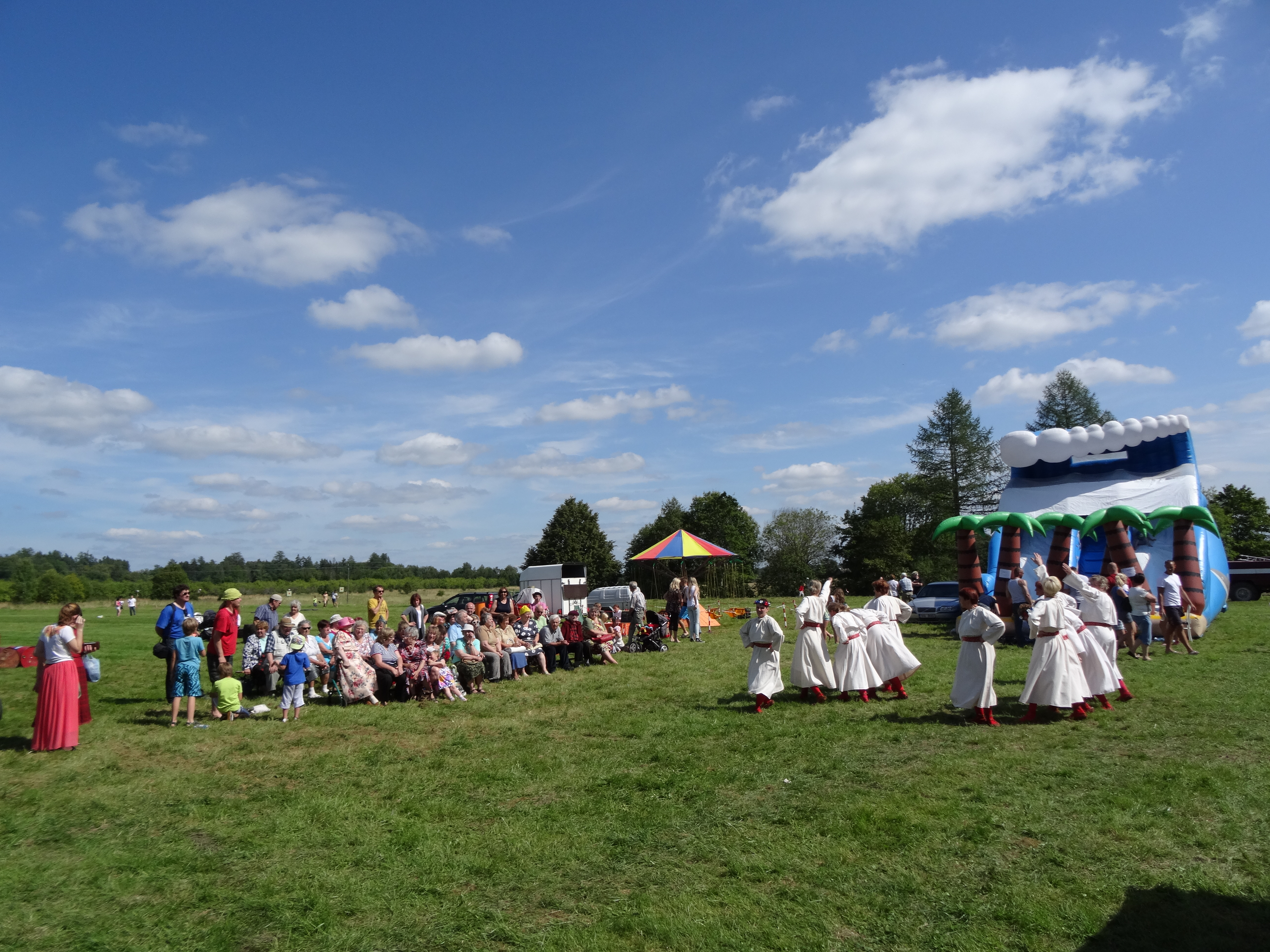
Народные танцы на деревенской ярмарке
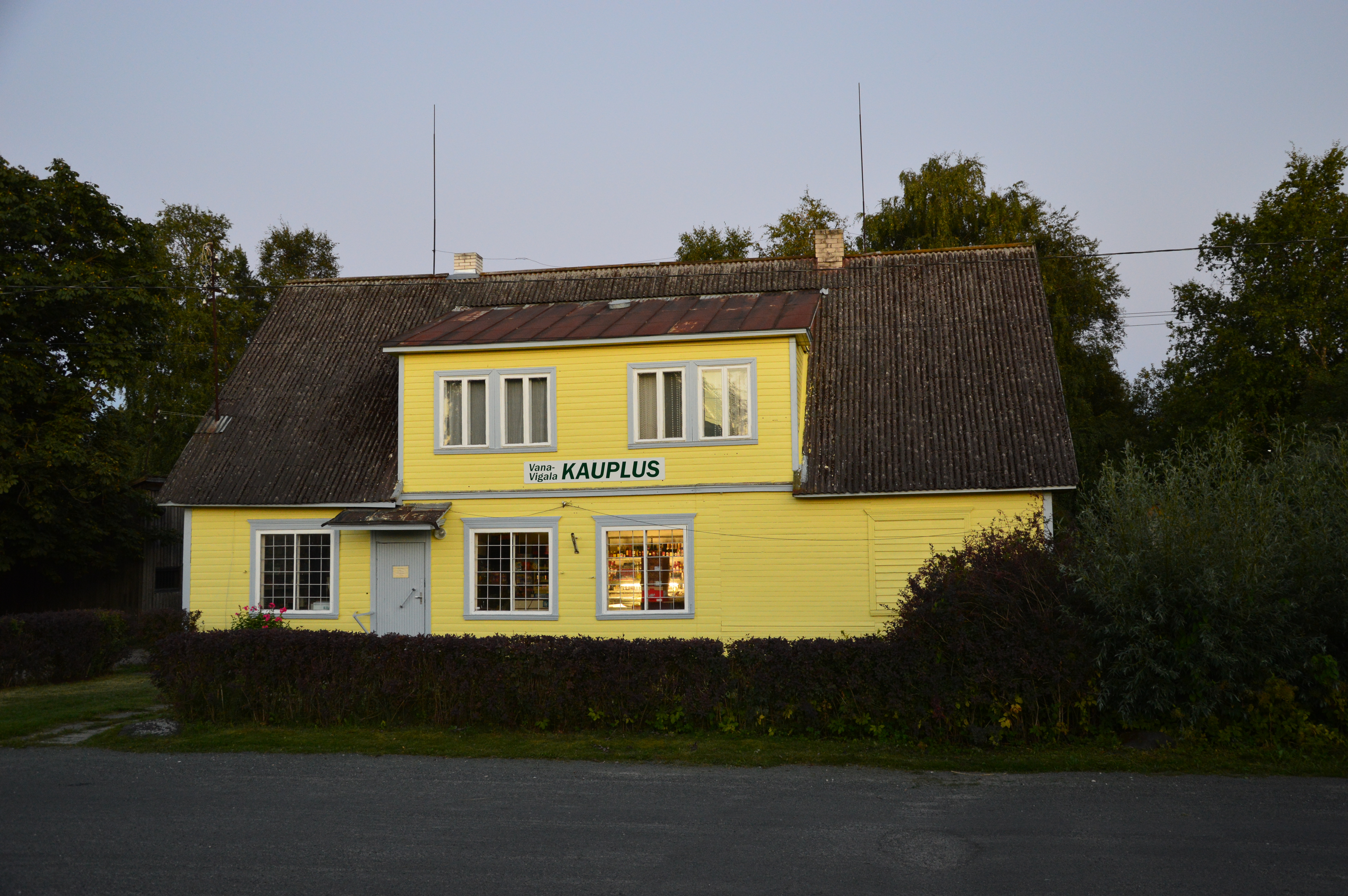
Магазин в деревне Вана-Вигала
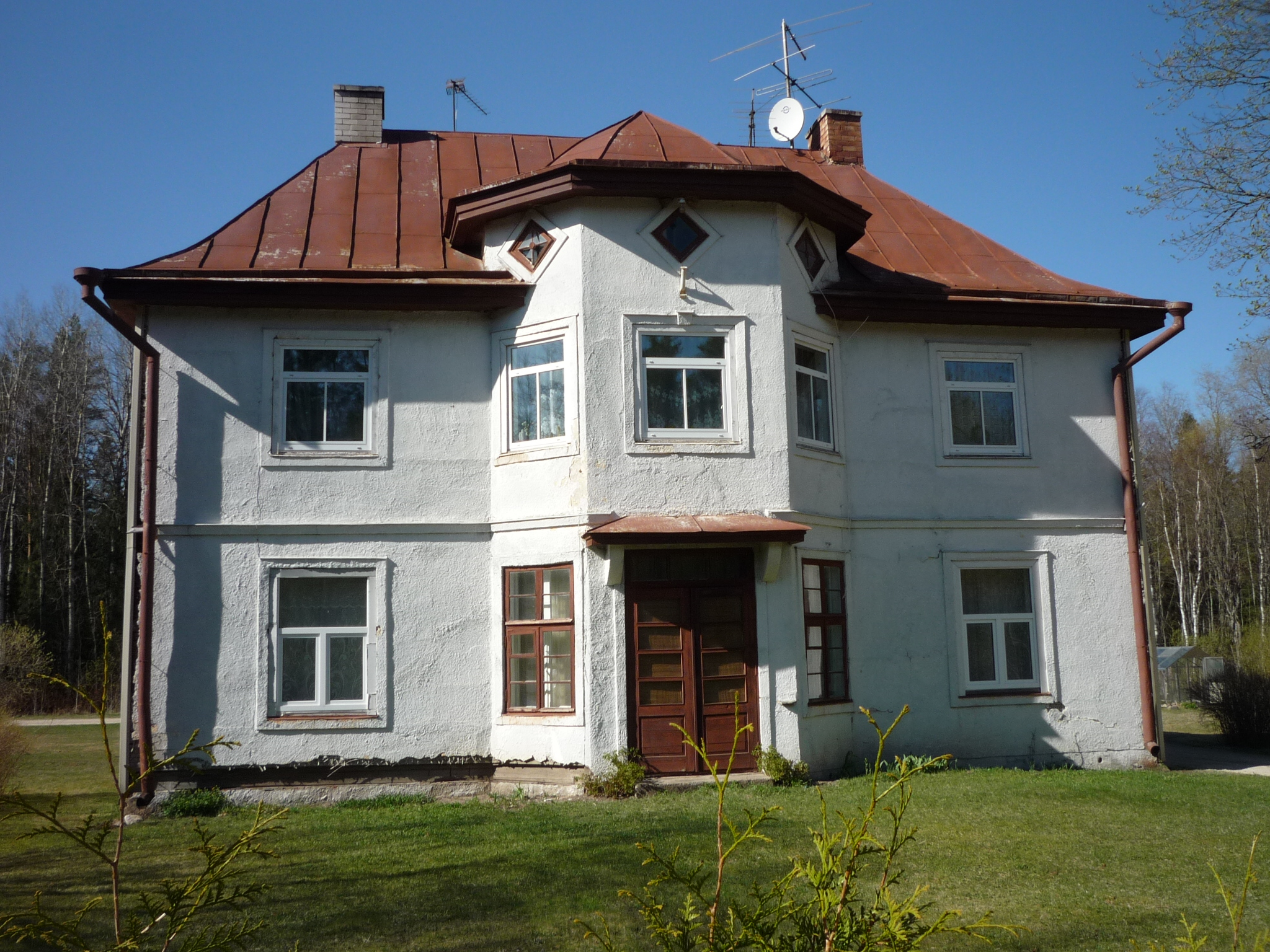
Бывшее здание ж/д станции в деревне Райккюла
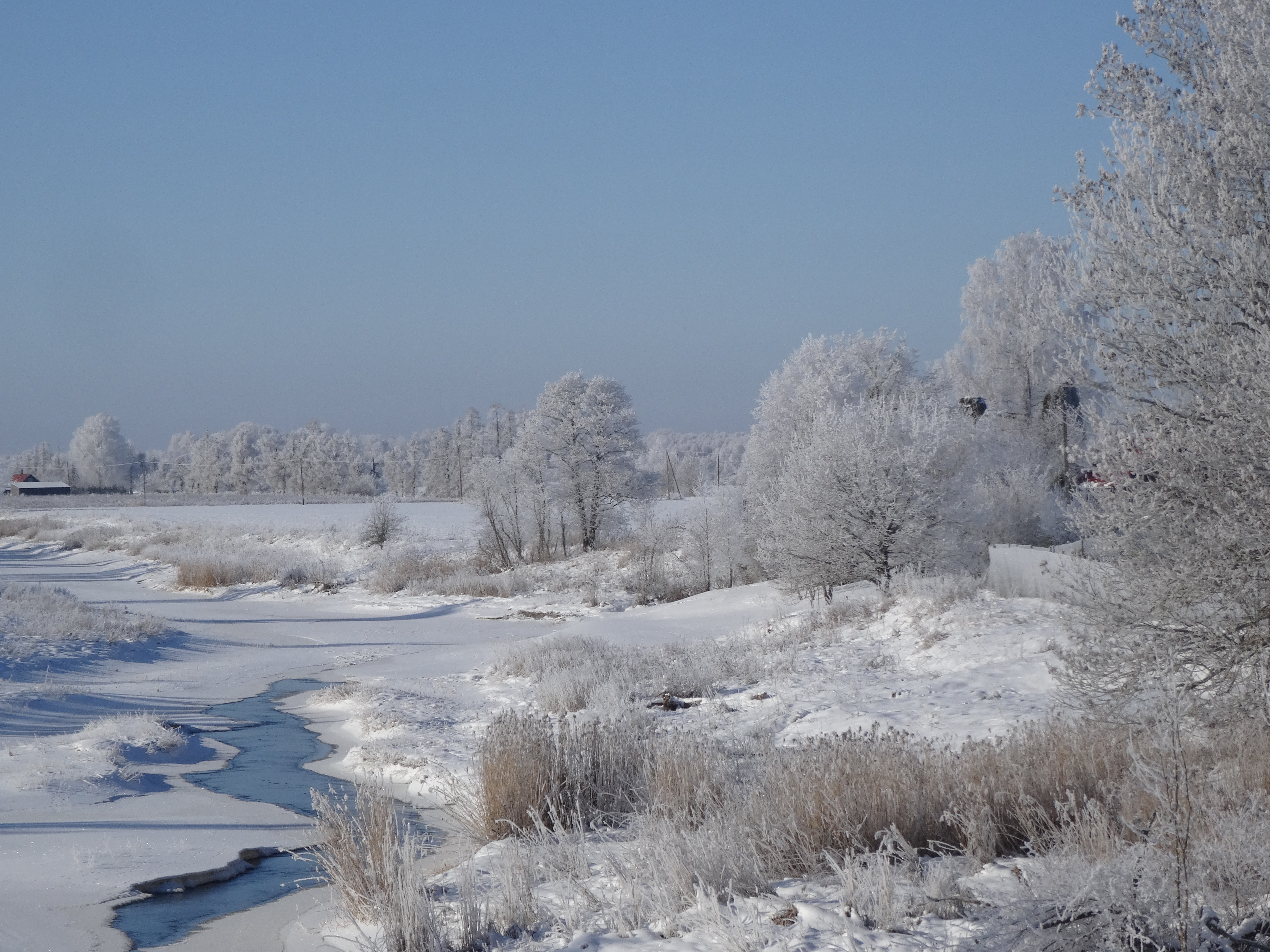
Зимний пейзаж на реке Вигала

## Комментарии
1. ↑  Эстонские топонимы, оканчивающиеся на -а, не склоняются и не имеют женского рода (исключение — Нарва)[21].